# Un souhait
Albums de George Perris
Perno anasa
(2008) George Perris Live
(2012)
Un souhait est le troisième album studio du chanteur franco-grec George Perris mais aussi son premier album en Français. Il a été enregistré à Montréal au Canada et a été lancé en avril 2012 par les Productions EM et Distribution Select. L'album contient 11 nouvelles chansons écrites et composées pour lui par quelques-uns des créateurs les plus importants de la musique francophone, ainsi que Ma Solitude en duo avec Lara Fabian qui a aussi écrit les paroles pour Dis-moi comment t'aimer. 

## Liste des titres
| #  | Titre                               | Musique             | Paroles                         |
| -- | ----------------------------------- | ------------------- | ------------------------------- |
| 1  | "Deux a la fois"                    | Steve Marin         | Steve Marin                     |
| 2  | "Te revoir"                         | Jean-François Breau | Frédérick Baron & Marie-Jo Zarb |
| 3  | "Un seul être"                      | Vincenzo Thoma      | Frédérick Baron                 |
| 4  | "Un souhait"                        | Louis Côté          | Frédérick Baron                 |
| 5  | "Ma solitude" duet with Lara Fabian | Stephan Moccio      | Frédérick Baron & Nat Alhister  |
| 6  | "C'est mieux comme ça"              | Marc Dupré          | Frédérick Baron                 |
| 7  | "J'aurai ta peau"                   | Vincenzo Thoma      | Frédérick Baron                 |
| 8  | "Ces deux mots"                     | George Perris       | Marie-Jo Zarb                   |
| 9  | "Le mal du pays"                    | Marc Dupré          | Frédérick Baron                 |
| 10 | "Voyager"                           | Catherine Major     | Eric Valiquette                 |
| 11 | "Dis-moi comment t'aimer"           | Matt Herskowitz     | Lara Fabian                     |
| 12 | "Cast a spell"                      | Louis Côté          | Paul Shearer & Jonathan Donohoe |